# Neal Broten
Neal LaMoy Broten (* 29. listopadu 1959 v Roseau, Minnesota, Spojené státy americké) je bývalý americký hokejový reprezentant a dlouholetý hráč NHL. Jedná se o jednu z významných postav historie amerického hokeje.
Dnes žije s manželkou na ranči ve Wisconsinu a věnuje se trénování koní.

## Reprezentace
Poprvé se objevil na velké mezinárodní akci v roce 1979, kdy nastoupil za juniorskou reprezentaci na mistrovství světa do 20 let ve Švédsku, mladí Američané zde obsadili až šesté místo. V sezoně 1979/80 si jej trenér Herb Brooks vybral do týmu, který se po celou sezonu připravoval na v USA pořádané olympijské hry. V rámci přípravy sehrál za reprezentaci 55 utkání a nastřádal v nich 55 bodů (25 branek a 30 asistencí). Na olympijském turnaji v Lake Placid se podařilo týmu, který byl poskládán z hráčů z univerzit, vybojovat šokující zlaté medaile po vítězství nad silným výběrem Sovětského Svazu. Dodnes je tento výsledek považován za jeden z nejpřekvapivějších v dějinách hokeje (označovaný jako Zázrak na ledě). O tomto olympijském triumfu byl v roce 2004 natočen film, ve kterém Brotena hrál Trevor Alto.
Jako čerstvý hráč NHL byl zařazen do nominace na Kanadský pohár 1981, ocitl se tedy v nejlepším možném americkém výběru. Ten ale obsadil v šestičlenném turnaji až čtvrtou pozici. Byl vybrán i na další ročník turnaje v roce 1984, kde Spojené státy po základním turnaji obsadily druhé místo, ale v semifinále nestačily na Švédy. Po vyřazení svého klubu v prvním kole play off NHL se zúčastnil v roce 1990 i mistrovství světa ve Švýcarsku, kde skončil americký výběr pátý. Rok po ukončení aktivní kariéry – v roce 1998 – navlékl spolu s dalšími bývalými hráči NHL dres USA v kvalifikačním turnaji, aby pomohl zabránit blamáži v podání sestupu z mistrovství světa. I díky jeho třem gólům a stejnému počtu asistencí ve třech utkáních si Američané zachránili účast mezi elitou.

### Reprezentační statistiky
| 1979 | USA 20 | MS 20 | 5 | 2 | 4 | 6 | 10 |
| 1980 | USA    | OH    | 7 | 2 | 1 | 3 | 2  |
| 1981 | USA    | KP    | 6 | 3 | 2 | 5 | 0  |
| 1984 | USA    | KP    | 6 | 3 | 1 | 4 | 4  |
| 1990 | USA    | MS    | 8 | 1 | 5 | 6 | 4  |

## Kariéra v NHL
Broten byl draftován v roce 1979 klubem ze svého rodného státu – Minnesota North Stars. V té době hrál za minnesotskou univerzitu. Dres North Stars oblékl poprvé v závěru základní části ročníku 1980/81, s klubem absolvoval i play off, ve kterém došly "Severní hvězdy" až do finále, kde podlehly New York Islanders. Broten patřil mezi opory celku a v sezoně 1990/91 byl i u druhého nezdaru ve finále Stanley Cupu s Pittsburgh Penguins. V úvodu sezony 1991/92 se nedohodl s Minnesotou na smlouvě, tak nastoupil osmkrát za BSC Preussen v německé lize. Zbytek sezony už dohrál za svůj tým v NHL. V létě 1993 mužstvo z Minnesoty ukončilo působnost a přesunulo se do Dallasu, kde působí od té doby jako Dallas Stars. Neal Broten je tak nesmazatelně nejproduktivnějším hráčem a nejlepším nahrávačem v historii North Stars. V sezonách 1982/83 a 1985/86 byl vybrán do utkání hvězd NHL.
Za nový klub odehrál ročník 1993/94 a začal v něm i novou sezonu 1994/95. V únoru 1995 byl vyměněn do celku New Jersey Devils a v novém angažmá se mu podařilo hned vyhrát Stanley Cup, přičemž ve vyřazovacích bojích byl druhý nejproduktivnější hráč Devils. V úvodu sezony 1996/97 byl vyměněn do Los Angeles Kings a sezonu dohrál v Dallas Stars. Během ročníku nastoupil i v jedenácti utkáních IHL za klub Phoenix Roadrunners. Po sezoně svoji kariéru ukončil.
V roce 1998 obdržel Lester Patrick Trophy za přínos hokeji v USA a v roce 2009 ho v anketě pořádané klubem NHL Minnesota Wild fanoušci označili za největší osobnost hokeje ve státě Minnesota. Číslo dresu 7 bylo na jeho počest vyřazeno ze sady dresů Dallas Stars.

## Individuální trofeje a úspěchy

### Univerzitní
- Hobey Baker Memorial Award – 1981 (premiérový držitel)
- První All Star tým šampionátu NCAA – 1981

### NHL
- Lester Patrick Trophy – 1998
- Účastník Utkání hvězd NHL – 1983, 1986

### Klubové statistiky
| Sezona     | Klub                  | Základní část | Základní část | Základní část | Základní část | Základní část | Play off | Play off | Play off | Play off | Play off |
| Sezona     | Klub                  | Z             | G             | A             | B             | TM            | Z        | G        | A        | B        | TM       |
| ---------- | --------------------- | ------------- | ------------- | ------------- | ------------- | ------------- | -------- | -------- | -------- | -------- | -------- |
| 1980/81    | Minnesota North Stars | 3             | 2             | 0             | 2             | 12            | 19       | 1        | 7        | 8        | 9        |
| 1981/82    | Minnesota North Stars | 73            | 38            | 60            | 98            | 42            | 4        | 0        | 2        | 2        | 0        |
| 1982/83    | Minnesota North Stars | 79            | 32            | 45            | 77            | 43            | 9        | 1        | 6        | 7        | 10       |
| 1983/84    | Minnesota North Stars | 76            | 28            | 61            | 89            | 43            | 16       | 5        | 5        | 10       | 4        |
| 1984/85    | Minnesota North Stars | 80            | 19            | 37            | 56            | 39            | 9        | 2        | 5        | 7        | 10       |
| 1985/86    | Minnesota North Stars | 80            | 29            | 76            | 105           | 47            | 5        | 3        | 2        | 5        | 2        |
| 1986/87    | Minnesota North Stars | 46            | 18            | 35            | 53            | 33            | —        | —        | —        | —        | —        |
| 1987/88    | Minnesota North Stars | 54            | 9             | 30            | 39            | 32            | —        | —        | —        | —        | —        |
| 1988/89    | Minnesota North Stars | 68            | 18            | 38            | 56            | 57            | 5        | 2        | 2        | 4        | 4        |
| 1989/90    | Minnesota North Stars | 80            | 23            | 62            | 85            | 45            | 7        | 2        | 2        | 4        | 18       |
| 1990/91    | Minnesota North Stars | 79            | 13            | 56            | 69            | 26            | 23       | 9        | 13       | 22       | 6        |
| 1991/92    | Minnesota North Stars | 76            | 8             | 26            | 34            | 16            | 7        | 1        | 5        | 6        | 2        |
| 1992/93    | Minnesota North Stars | 82            | 12            | 21            | 33            | 22            | —        | —        | —        | —        | —        |
| 1993/94    | Dallas Stars          | 79            | 17            | 35            | 52            | 62            | 9        | 2        | 1        | 3        | 6        |
| 1994/95    | Dallas Stars          | 17            | 0             | 4             | 4             | 4             | —        | —        | —        | —        | —        |
|            | New Jersey Devils     | 30            | 8             | 20            | 28            | 20            | 20       | 7        | 12       | 19       | 6        |
| 1995/96    | New Jersey Devils     | 55            | 7             | 16            | 23            | 14            | —        | —        | —        | —        | —        |
| 1996/97    | New Jersey Devils     | 3             | 0             | 1             | 1             | 0             | —        | —        | —        | —        | —        |
|            | Los Angeles Kings     | 19            | 0             | 4             | 4             | 0             | —        | —        | —        | —        | —        |
|            | Dallas Stars          | 20            | 8             | 7             | 15            | 12            | 2        | 0        | 1        | 1        | 0        |
| Celkem NHL | Celkem NHL            | 1099          | 289           | 634           | 923           | 569           | 135      | 35       | 63       | 98       | 77       |

## Sourozenci
- O rok mladší Aaron Broten v letech 1980–1992 nastoupil v dresech klubů Colorado Rockies, New Jersey Devils, Minnesota North Stars, Quebec Nordiques, Toronto Maple Leafs a Winnipeg Jets k 748 utkáním. S Nealem působil sezonu 1980/81 v celku minnesotské univerzity, oba byli v americkém výběru na Kanadském poháru 1984 a v části sezony 1989/90 si spolu zahráli za North Stars. Aaron reprezentoval USA na pěti mistrovstvích světa a dvou Kanadských pohárech.
- O šest let mladší Paul Broten v letech 1990–1996 nastoupil v 322 utkáních NHL za New York Rangers, Dallas Stars a St. Louis Blues. S Nealem si zahráli v Dallas Stars. Všichni tři bratři v sezoně 1998/99 nastoupili v kvalifikačním turnaji o mistrovství světa.